# Gymnocarpium robertianum
Gymnocarpium robertianum es una especie de helecho perteneciente a la familia Cystopteridaceae. 

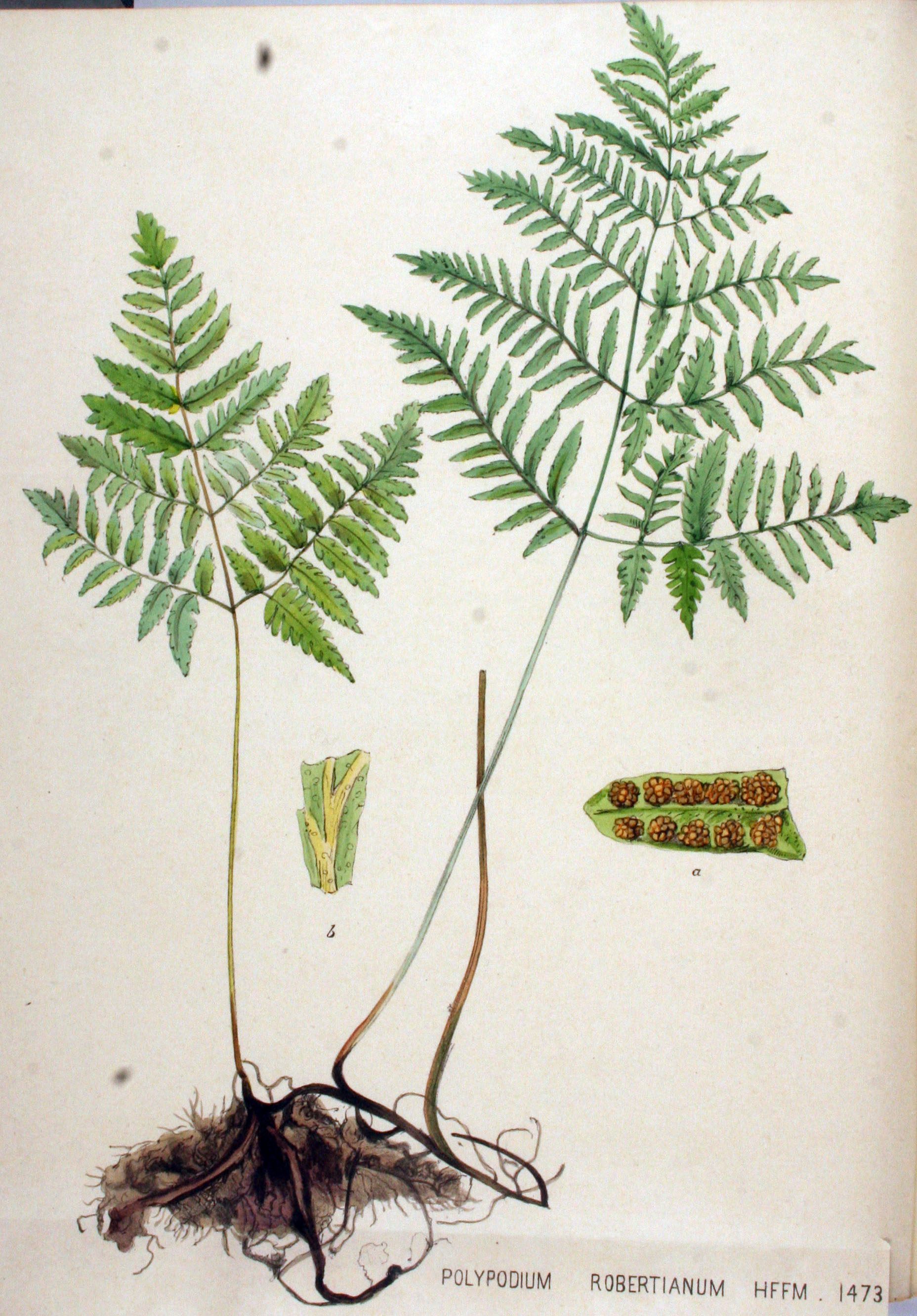
Ilustración

## Descripción
Gymnocarpium robertianum tiene pequeños (10-50cm), frondas deltadas, dos o tres pinnadas. Las frondas surgen de rizomas reptantes y tienen largos y delicados raquis.Los soros son soportados en grupos circulares en la parte inferior de la hoja y carecen de una indusium. Esta especie difiere de la estrechamente relacionada G. Dryopteris en tener un raquis con densidad glandular, así como más baja densidad glandular en la parte inferior de la hoja.
G. robertianum se cree que hibrida con G . appalachianum dando lugar a Gymnocarpium × heterosporum W. H. Wagner. Ese híbrido sólo se conocía de Pensilvania, donde ha sido erradicado. El híbrido entre G. robertianum and G. dryopteris is Gymnocarpium × achriosporum Sarvela, este taxón se conoce desde Suecia y Quebec.

## Distribución
G. robertianum es una especie de la región Circumboreal con poblaciones en Europa, América del Norte y la cordillera del Cáucaso.
Esta especie es calcicola y como tal se limita a zonas ricas alcalinas. En las islas británicas e Irlanda su hábitat preferencial es el pavimento de piedra caliza . En Míchigan, la especie es más frecuente en los pantanos con Thuja occidentalis pantanos.

## Taxonomía
Gymnocarpium robertianum fue descrita por (Hoffm.) Newman y publicado en Phytologist: a popular botanical miscellany 4: 371, append. 24. 1851.
Sinonimia
- Aspidium calcareum Baumg.
- Aspidium robertianum Luerss.
- Carpogymnia robertiana (Hoffm.) Á. Löve & D. Löve
- Currania robertiana (Hoffm.) Wherry
- Dryopteris robertiana (Hoffm.) C. Chr.
- Gymnocarpium altaycum Cheng-yuan Yang
- Gymnocarpium dryopteris var. pumilum B. Boivin
- Lastrea robertiana (Hoffm.) Newman
- Phegopteris calcarea Fée
- Phegopteris robertianum (Hoffm.) Fée
- Polypodium calcareum Sm.
- Polypodium dryopteris var. calcareum (Sm.) A. Gray
- Polypodium dryopteris var. glandulosum Neilet
- Polypodium dryopteris var. robertianum (Hoffm.) Baker
- Polypodium robertianum Hoffm.
- Thelypteris robertiana (Hoffm.) Sloss. ex Rydb.[5]